# Ecdeiocoleaceae
Ecdeiocoleaceae D.F.Cutler & Airy Shaw é uma família de plantas floríferas pertencente à ordem Poales.
Esta família só muito raramente tem sido reconhecida pelos taxonomistas.
Na classificação clássica (1981) esta família não existe.
O sistema de classificação APG, de 2003, reconhece esta família, incluindo-a na ordem Poales. A família é  constituida por 2 gêneros:
- Ecdeiocolea
- Georgeantha

Apenas 2 espécies existem e são encontradas no sudoeste da Austrália:
- Ecdeiocolea monostachya
- Georgeantha hexandra